# Президент СССР
Президе́нт СССР — должность главы государства в СССР в 1990—1991 годах, а также лицо, занимающее эту должность.
Пост Президента Советского Союза был введён 14 марта 1990 года III внеочередным Съездом народных депутатов СССР с внесением соответствующих поправок в действующую Конституцию СССР. До этого высшим должностным лицом в СССР был Председатель Верховного Совета СССР.
При Президенте СССР действовал Кабинет министров СССР, Президентский совет СССР (до 1991 года), Совет безопасности СССР (с 1991 года) и другие консультативные и управленческие органы.
Единственным человеком, занимавшим эту должность, был Михаил Горбачёв, совмещавший высший государственный пост с партийным.

## История

### До периодаперестройки
Идея введения института единоличного главы государства (вместо коллегиального руководства) впервые появилась при подготовке проекта Конституции СССР 1936 года. Однако с подачи неформального первого лица СССР Сталина, которому официальный глава государства мог составить конкуренцию, эта идея была отклонена. Сам он формально обосновал причину такого решения следующим образом:

По системе нашей Конституции в СССР не должно быть единоличного президента, избираемого всем населением, наравне с Верховным Советом, и могущего противопоставлять себя Верховному Совету. Президент в СССР коллегиальный — это Президиум Верховного Совета, включая и председателя Президиума Верховного Совета, избираемого не всем населением, а Верховным Советом и подотчетным Верховному Совету. Опыт истории показывает, что такое построение верховных органов является наиболее демократическим, гарантирующим страну от нежелательных случайностей.
В дальнейшем вопрос о введении поста Президента СССР обсуждался при разработке проекта «хрущёвской» Конституции СССР начала-середины 1960-х годов и Конституции СССР 1977 года. Однако в итоге каждый раз принималось решение в пользу коллегиального Президиума Верховного Совета как высшего органа власти в стране.

### Во время перестройки
Впервые мысль о введении поста Президента СССР была выражена в записке Александра Яковлева «Императив политического развития», адресованной Горбачёву в декабре 1985 года.
На официальном уровне вопрос о введении поста Президента СССР впервые был позиционирован на XIX Всесоюзной конференции КПСС летом 1988 года. Выступая перед делегатами конференции, Михаил Горбачёв в своем докладе отмечал:

Обсуждение выявило ещё одну тему, которая активно дискутировалась, — о соотношении высших партийных и государственных постов, их месте в структуре верховной власти. В этой связи одни считают правильным вернуться к практике, которая существовала при В. И. Ленине, когда лидер партии был одновременно главой правительства. Другие говорят о нежелательности вообще совмещения партийных и государственных постов. Третьи высказываются за учреждение поста Президента СССР. Четвёртые указывают на несоответствие концепции правового государства такого положения, когда Генеральный секретарь ЦК КПСС фактически выполняет роль высшего представителя страны. Высказывается и много других суждений.
На той же XIX партконференции Горбачёв резко отрицательно высказался о президентской форме правления: «Нам кажется, что президентская форма правления в условиях нашего многонационального государства неприемлема и не вполне демократична, поскольку слишком большая власть сосредотачивается в руках одного человека». После он также говорил: «… мне не импонирует практика выборов президента, да и само слово „президент“ — это немного не согласуется с моими убеждениями».
По признанию самого М. С. Горбачёва, решение об учреждении поста Президента СССР «созрело ещё осенью 1989 года, но оно довольно долго обсуждалось по внутреннему кругу…».
12 февраля 1990 года в Кремле под председательством М. С. Горбачёва прошло заседание Президиума Верховного Совета СССР, члены которого единодушно высказались за учреждение демократической президентской власти. 11 марта открылся внеочередной Пленум ЦК КПСС, который не только одобрил учреждение поста Президента СССР, но и рекомендовал на этот пост кандидатуру Горбачёва.
В итоге в марте 1990 года на Внеочередном III Съезде народных депутатов СССР пост Президента СССР был учреждён.
По Конституции СССР, Президент СССР должен был избираться гражданами СССР путём прямого и тайного голосования сроком на 5 лет. В порядке исключения, первые выборы Президента СССР были проведены Съездом народных депутатов СССР. В качестве кандидатов были выдвинуты М. С. Горбачёв, а также Н. И. Рыжков и В. В. Бакатин, снявшие свои кандидатуры. Всенародные выборы Президента СССР не стали проводиться.
15 марта 1990 года съезд избрал Михаила Горбачёва Президентом СССР. В тот же день он принёс присягу в этом качестве и выступил с программной речью на заседании Внеочередного III Съезда народных депутатов СССР в Кремлёвском дворце съездов.
Важными мерами по укреплению президентской власти М. С. Горбачев считал создание новых государственных органов, на которые Президент мог опираться в своей работе. Особое значение придавалось Президентскому совету, который, по мнению Горбачева, должен был стать «своеобразным эквивалентом Политбюро в новой политической системе».
В декабре 1990 г. на IV Съезд народных депутатов был принят Закон «Об изменениях и дополнениях Конституции (Основного Закона) СССР в связи с совершенствованием системы государственного управления», в соответствии с которым была сформирована новая структура исполнительной власти во главе с Президентом СССР. Президент возглавлял систему органов государственного управления и обеспечивал их взаимодействие с высшими органами государственной власти СССР. Вместо Совета министров вводился Кабинет министров, подчинявшийся непосредственно Президенту, который формировал Кабинет министров «с учётом мнения Совета Федерации и по согласованию с Верховным советом СССР». Президент имел право отменять постановления и распоряжения Кабинета министров СССР, министерств и других подведомственных ему органов, приостанавливать исполнение постановлений и распоряжений Советов Министров республик в случаях нарушения Конституции и законов СССР.
Вместо Президентского совета был создан Совет безопасности СССР, функции которого были детально конкретизированы. Был учрежден пост вице-президента СССР, IV Съездом народных депутатов СССР им был избран Г. И. Янаев.
Позднее в большинстве союзных и некоторых автономных республиках также были введены президентские посты.
Во время событий 19–21 августа 1991 года, Вице-президент СССР и, по совместительству, руководитель ГКЧП Янаев принял на себя исполнение обязанностей Президента СССР, сославшись на невозможность Горбачёва осуществлять руководство страной по состоянию здоровья. Известно, что 14 августа у Горбачёва случился приступ радикулита.
21 августа Президиум Верховного Совета СССР под председательством глав палат союзного парламента принял постановление, в котором объявил незаконным фактическое отстранение Президента СССР от исполнения его обязанностей и передачу их вице-президенту страны. На следующий день, вернувшийся из Фороса в Москву Горбачёв объявил действия своего заместителя и других членов ГКЧП государственным переворотом. Данное решение подтвердил и союзный парламент, а затем высший орган власти страны — Съезд народных депутатов СССР. 22 августа Геннадий Янаев был арестован по обвинению в заговоре с целью захвата власти. 4 сентября V Съезд народных депутатов СССР постфактум освободил его от занимаемой должности, хотя Конституция СССР не содержала норму об отрешении от должности вице-президента.
После событий 19–21 августа 1991 года, поражения ГКЧП и победы российского руководства во главе с Президентом РСФСР Ельциным, в конце августа — начале сентября 1991 года Президент СССР М. С. Горбачёв утрачивает почти все рычаги исполнительной власти, теряет контроль над экономикой, радио и телевидением, правительственной связью. Президент СССР Горбачёв по предложению Председателя Совета Министров РСФСР Силаева распускает Кабинет Министров СССР, и как президент, по сути лишается своего правительства. Ельцин предпринял ряд шагов, направленных на овладение союзными структурами посредством подчинения их российским. Во все союзные органы, в министерства и ведомства были направлены представители российского правительства с неограниченными функциями. Деятельность союзных органов оказалась практически парализованной. Ельцин, воспользовавшись ГКЧП, тут же вывел из подчинения Горбачева Советскую армию, КГБ и МВД. На предприятия ушла директива не выполнять указаний министерств и ведомств СССР. Аналогичный приказ был спущен в различные структуры регионов РСФСР.
5 сентября 1991 г. на V Съезде народных депутатов СССР был принят Закон «Об органах государственной власти и управления Союза ССР в переходный период». Съезд народных депутатов СССР и Верховный Совет СССР были распущены, высшим представительным органом власти становился реорганизованный Верховный Совет СССР, который должен был быть собран в конце сентября в новом составе на основе фиксированного представительства от республик. Совет Федерации был упразднен, и вместо него создавался Государственный Совет СССР. Пост Президента СССР сохранялся, и его должен был по-прежнему занимать Михаил Горбачев. Но его полномочия ослаблялись созданием Государственного Совета СССР, в который должны были войти главные лица десяти союзных республик. Горбачев был только председателем этого Совета и имел в нём один голос. Упразднялась должность вице-президента СССР. Президент СССР без согласия Госсовета не мог решить ни одного существенного вопроса государственной жизни страны. В частности, самостоятельно осуществлять руководство общесоюзными органами, ведающими вопросами обороны, безопасности, правопорядка и международными делами, что всегда считалось безусловной прерогативой главы государства.
В середине октября российский парламент принял постановление, согласно которому решения союзных органов власти (в том числе возглавляемого Горбачевым Государственного Совета) для органов власти республики носили лишь рекомендательный характер. Ельцин подписал аналогичный указ о постановлениях Госплана.
13 ноября 1991 года Верховный совет СССР, в котором главную роль играла делегация РСФСР, делегации республик, не разрешил государственному банку СССР какое бы то ни было финансирование правительства и президентской администрации СССР. С 13 ноября 1991 года президент Горбачев перестал получать заработную плату и не мог платить заработную плату своему личному аппарату и дипломатическим ведомствам. Потом этим дипломатическим ведомствам стало платить заработную плату руководство РСФСР.
14 ноября Госсовет принял Постановление ГС-13 «Об упразднении министерств и других центральных органов Государствен‌ого Управления СССР». По нему с 1 декабря 1991 года ликвидации подлежали 70 министерств и ведомств СССР. Прекращали своё существование ¾ союзных министерств, государственных комитетов и других органов государственного управления СССР. При этом уволены будут 36 тысяч человек. 
8 декабря 1991 года главами РСФСР (Ельцин Б. Н.), Белоруссии (Шушкевич С. С.) и Украины (Кравчук Л. М.) в нарушении Закона СССР от 03.04.1990 № 1409-I «О порядке решения вопросов, связанных с выходом союзной республики из СССР» и итогов Всесоюзного референдума о сохранении СССР при полном бездействии Генеральной прокуратуры СССР и Межреспубликанской службы безопасности СССР — были подписаны Беловежские соглашения, декларировавшие прекращение существования Союза ССР и образование Содружества Независимых Государств.
Президент СССР Михаил Горбачев 9 декабря выступил с заявлением, в котором назвал принятие Соглашения о создании СНГ "скоропалительным", поскольку "судьба многонационального государства не может быть определена волей руководителей трех республик". По мнению президента СССР, распустить Советский Союз имел право только Съезд народных депутатов. В свою очередь Комитет конституционного контроля СССР принял заявление о юридической необоснованности подписанного в Вискулях соглашения. Но Президент СССР, сам поставив 9 декабря вопрос о созыве Съезда Народных депутатов СССР, не предпринял никаких мер в этом направлении.
10 декабря 1991 приказом российских властей в Кремле был сменён комендант и отключена правительственная связь. Комендантом Кремля был назначен генерал Михаил Барсуков. В этот же день Президент СССР Горбачёв получил распоряжение Президента РСФСР Ельцина о переходе Комитета правительственной связи при Президенте СССР под юрисдикцию России.
10 декабря Госсекретарь РСФСР Геннадий Бурбулис заявил на встрече с российскими депутатами: "Процесс прекращения деятельности союзных органов начался и без минских соглашений. Сейчас вопрос стоит о Министерствах обороны, путей сообщения, связи, среднего машиностроения, МЭКе, ВС СССР, Президенте СССР".
11 декабря госсекретарь РСФСР Бурбулис попросил Президента СССР Горбачёва освободить Кремль.
15 декабря Ельцин предупредил Президента СССР Горбачева о том, что аппарат Президента Российской Федерации и сам Президент России будут работать в Кремле и что поэтому он, Горбачев, должен оставить Кремль.
18 и 19 декабря, опираясь на ратификацию Беловежских Соглашений, Ельцин своими указами упразднил почти все оставшиеся исполнительные органы власти СССР: МИД СССР, МВД СССР, Центральную службу разведки, Межреспубликанскую службу безопасности, Комитет по оперативному управлению народным хозяйством.
19 декабря стало известно о подготовке Указа Президента РСФСР Б. Ельцина о переходе имущества Аппарата Президента СССР и Межгосударственного экономического комитета в распоряжение российских властей в связи с прекращением деятельности органов бывшего Союза ССР на территории Российской Федерации. Так же согласно этому указу надлежало передать на баланс Государственного комитета РСФСР по управлению государственным имуществом по согласованию с Администрацией Президента РСФСР здания, сооружения, предприятия, организации и учреждения, финансовые средства остальных органов бывшего Союза ССР на всей территории Российской Федерации. Таким образом, происходила передача всего союзного имущества и союзных органов власти в ведение республиканского руководства России.
21 декабря 1991 года к Беловежским соглашениям присоединились Азербайджан, Армения, Казахстан, Киргизия, Молдавия, Таджикистан, Туркменистан и Узбекистан, подписав Алма-Атинскую декларацию. На Алма-Атинской встрече главами одиннадцати бывших союзных республик был упразднён пост Президента СССР. Лидеры республик, образовавших СНГ, уведомляли Горбачева о прекращении существования Советского Союза и института президентства СССР, выражали благодарность Горбачеву «за положительный вклад». Горбачёв был извещён о ликвидации поста союзного президента во второй половине дня 21 декабря, и начал в тот же день готовить свое заявление об отставке.
25 декабря 1991 года Президент СССР Михаил Горбачёв ушёл в отставку. В телеобращении к гражданам страны Горбачёв объявил о прекращении своей деятельности на посту Президента СССР. Горбачев так же сложил полномочия Верховного Главнокомандующего ВС СССР и распустил Совет обороны. Сразу после этого с 1-го корпуса Кремля, где находился рабочий кабинет президента страны, был спущен государственный флаг СССР. 
26 декабря 1991 года Совет Республик ВС СССР — орган, не предусмотренный статьёй 111 Конституции СССР, принял Декларацию № 142-Н, упразднил данную должность и общесоюзные органы, признав прекращение существования Союза ССР с образованием Содружества Независимых Государств. Аппарат Президента СССР прекратил свою деятельность со 2 января 1992 года.

### Требования к кандидатам на пост Президента СССР
Президентом СССР мог быть избран гражданин СССР не моложе тридцати пяти и не старше шестидесяти пяти лет.

### Ограничение сроков пребывания на посту Президента
Одно и то же лицо не могло быть Президентом СССР более двух сроков.

### Ограничения для Президентов СССР
- Президент СССР не мог быть народным депутатом.
- Президент СССР мог получать заработную плату только по этой должности.

### Резиденции
Официальной резиденцией Президента СССР являлся Московский Кремль. В районе Фороса (Крым) расположено несколько государственных дач, на одной из которых (так называемый объект «Заря») во время событий 19–21 августа 1991 года находился Горбачёв. Его резиденциями считались также загородная резиденция в Ново-Огарёво и резиденция «Сосны».

## Полномочия Президента СССР

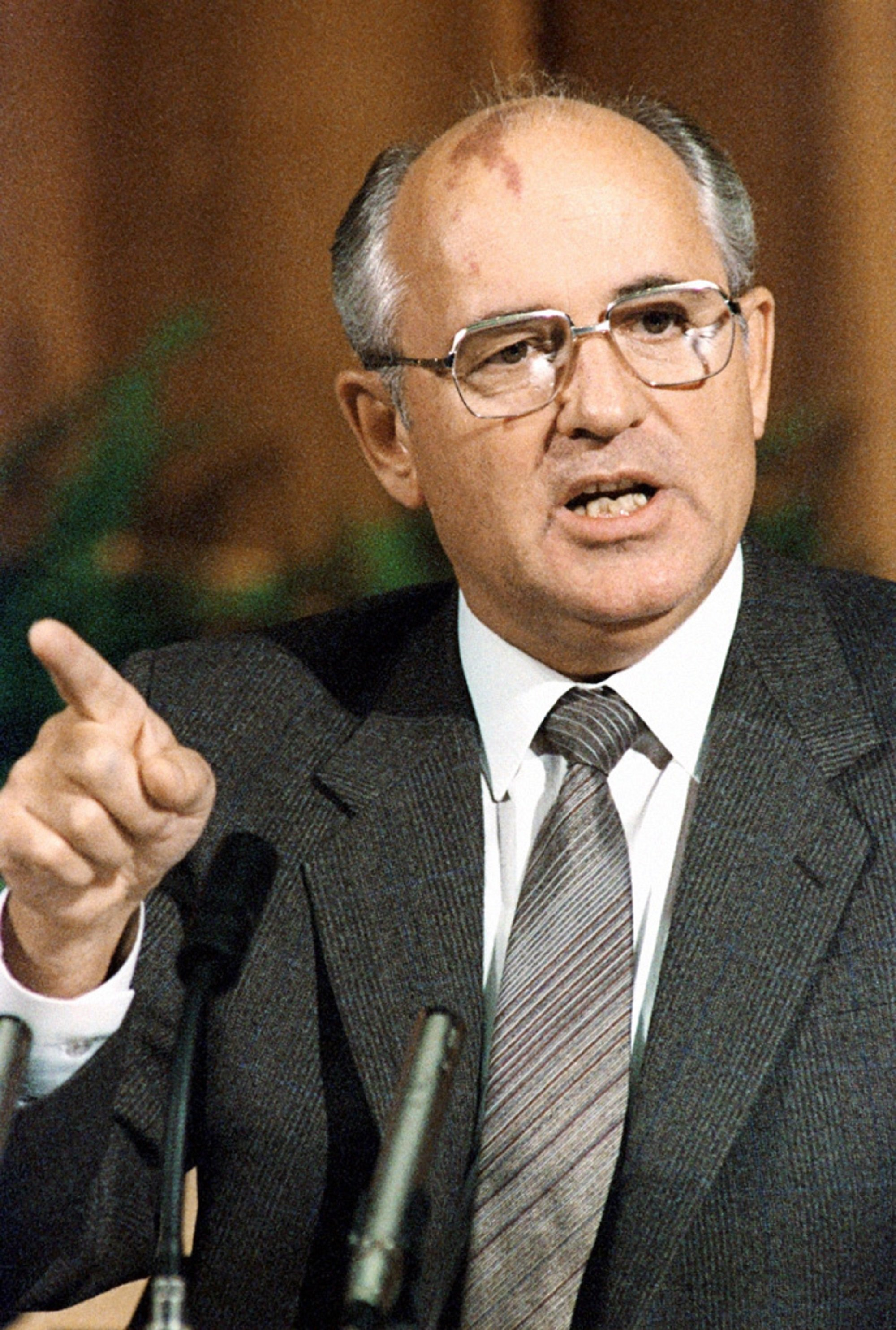
Единственный президент СССР. М. С. Горбачёв

1. Являлся гарантом соблюдения прав и свобод советских граждан, Конституции и законов СССР;
2. Обязан был принимать необходимые меры по охране суверенитета СССР и союзных республик, безопасности и территориальной целостности страны, по реализации принципов национально-государственного устройства СССР;
3. Представлял СССР внутри страны и в международных отношениях;
4. Должен был обеспечивать взаимодействие высших органов государственной власти и управления СССР;
5. Должен был представлять Съезду народных депутатов СССР ежегодные доклады о положении страны и информировать Верховный Совет СССР о наиболее важных вопросах внутренней и внешней политики СССР;
6. По согласованию с Верховным Советом СССР формировал Кабинет Министров СССР, вносил в его состав изменения, представлял Верховному Совету СССР кандидатуру на пост Премьер-министра; по согласованию с Верховным Советом СССР освобождал от должности Премьер-министра и членов Кабинета Министров СССР;
7. Представлял Верховному Совету СССР кандидатуры на посты:
  1. Председателя Комитета народного контроля СССР,
  2. Председателя Верховного Суда СССР,
  3. Генерального прокурора СССР,
  4. Председателя КГБ СССР
  5. Главного государственного арбитра СССР, 
а затем представлял этих должностных лиц Съезду народных депутатов СССР на утверждение;
8. Входил с представлениями в Верховный Совет СССР и на Съезд народных депутатов СССР об освобождении от обязанностей указанных выше должностных лиц, за исключением Председателя Верховного Суда СССР;
9. Подписывал законы СССР; был вправе не позднее чем в двухнедельный срок возвратить закон со своими возражениями в Верховный Совет СССР для повторного обсуждения и голосования. Если Верховный Совет СССР большинством в две трети голосов в каждой из палат подтверждал ранее принятое им решение, Президент СССР обязан был подписать закон;
10. Имел право приостанавливать действие постановлений и распоряжений Кабинета Министров СССР, актов министерств СССР, других подведомственных ему органов; также имел право по вопросам, отнесенным к ведению Союза ССР, приостанавливать исполнение постановлений и распоряжений Советов Министров союзных республик в случаях нарушения ими Конституции СССР и законов СССР;
11. Координировал деятельность государственных органов по обеспечению обороны страны; являлся Верховным Главнокомандующим Вооружёнными Силами СССР, назначал и смещал высшее командование Вооружённых Сил СССР, присваивал высшие воинские звания; назначал судей военных трибуналов;
12. Мог вести переговоры и подписывать международные договоры СССР;
13. Принимал верительные и отзывные грамоты аккредитованных при нём дипломатических представителей иностранных государств;
14. Назначал и отзывал дипломатических представителей СССР в иностранных государствах и при международных организациях;
15. Присваивал высшие дипломатические ранги и иные специальные звания;
16. Награждал орденами и медалями СССР, присваивал почётные звания СССР;
17. Решал вопросы принятия в гражданство СССР, выхода из него и лишения советского гражданства, предоставления убежища; осуществлял помилование;
18. Мог объявить общую или частичную мобилизацию;
19. Объявлял состояние войны в случае военного нападения на СССР и был обязан незамедлительно внести этот вопрос на рассмотрение Верховного Совета СССР;
20. Объявлял в интересах защиты СССР и безопасности его граждан военное положение в отдельных местностях;
21. В интересах обеспечения безопасности граждан СССР предупреждал об объявлении чрезвычайного положения в отдельных местностях, а при необходимости и вводил его по просьбе или с согласия Президиума Верховного Совета или высшего органа государственной власти соответствующей союзной республики. При отсутствии такого согласия мог вводить чрезвычайное положение с незамедлительным внесением принятого решения на утверждение Верховного Совета СССР. Постановление Верховного Совета СССР по данному вопросу принималось большинством не менее двух третей от общего числа его членов.
22. Мог вводить временное президентское правление при соблюдении суверенитета и территориальной целостности союзной республики;
23. В случае разногласий между Советом Союза и Советом Национальностей Верховного Совета СССР, которые не могли быть устранены в порядке, предусмотренном статьёй 117 Конституции СССР, Президент СССР рассматривал спорный вопрос в целях выработки приемлемого решения. Предполагалось, что, если достичь согласия не удаётся и возникает реальная угроза нарушения нормальной деятельности высших органов государственной власти и управления СССР, Президент мог внести на Съезд народных депутатов СССР предложение об избрании Верховного Совета СССР в новом составе.
24. Возглавлял Совет Федерации СССР, в состав которого входили высшие государственные должностные лица союзных республик.
25. Формировал (в 1990 году) Президентский совет СССР, задачей которого являлась выработка мер по реализации основных направлений внутренней и внешней политики СССР, обеспечению безопасности страны. (Законом СССР от 26 декабря 1990 г. N 1861-I «Об изменениях и дополнениях Конституции (Основного Закона) СССР в связи с совершенствованием системы государственного управления» Президентский совет СССР был упразднён).
26. Формировал (в 1991 году, по согласованию с Верховным Советом СССР и при учёте мнения Совета Федерации) Совет безопасности СССР, на который возлагалась выработка рекомендаций по проведению в жизнь общесоюзной политики в области обороны страны, поддержанию её надежной государственной, экономической и экологической безопасности, преодолению последствий стихийных бедствий и других чрезвычайных ситуаций, обеспечению стабильности и правового порядка в обществе.
27. Мог проводить совместные заседания Совета Федерации и Президентского Совета СССР для рассмотрения наиболее важных вопросов внутренней и внешней политики страны.
28. Издавал указы, имеющие обязательную силу на всей территории страны.

### Критика института Президента СССР
Некоторые учёные дают резко негативную оценку учреждению в СССР института Президента. Так, в книге «Юридический механизм разрушения СССР» Дмитрий Лукашевич указывает, что никаких объективных предпосылок для учреждения поста Президента СССР не было. Данный пост учреждался с целью обеспечить «необратимость перестройки». Кроме того, институт Президента СССР привёл к слому партийной системы управления государством и стал прецедентом для создания аналогичных постов в союзных республиках, что ускорило децентрализацию СССР.

## Исполняющий обязанности Президента СССР
- В соответствии со статьёй 127.10 Конституции СССР (в редакции от 14 марта 1990 года), «Если Президент СССР по тем или иным причинам не может далее исполнять свои обязанности, впредь до избрания нового Президента СССР его полномочия переходят к Председателю Верховного Совета СССР, а если это невозможно — к Председателю Совета Министров СССР. Выборы нового Президента СССР при этом должны быть проведены в трехмесячный срок»[3] .
- В соответствии со статьёй 127.4 Конституции СССР (в редакции от 26 декабря 1990 года), «Вице-президент СССР выполняет по поручению Президента СССР отдельные его полномочия и замещает Президента СССР в случае его отсутствия и невозможности осуществления им своих обязанностей». Статья 127.7 дополняла это положение: «Если Президент СССР по тем или иным причинам не может далее исполнять свои обязанности, впредь до избрания нового Президента СССР его полномочия переходят к Вице-президенту СССР, а если это невозможно — к Председателю Верховного Совета СССР. Выборы нового Президента СССР при этом должны быть проведены в трехмесячный срок»[63].
- Согласно требованию статьи 4 Закона СССР № 2392-I «Об органах государственной власти и управления Союза ССР в переходный период», Государственный Совет СССР должен был избрать из своих членов временно исполняющего обязанности Президента СССР. Решение подлежало утверждению в течение трёх дней Верховным Советом СССР[64].

## Персоналии
- Михаил Сергеевич Горбачёв (15 марта 1990 — 25 декабря 1991);